# サタデーナイト・チャーチ -夢を歌う場所-
『サタデーナイト・チャーチ -夢を歌う場所-』（-ゆめをうたうばしょ、原題：Saturday Church）は、2017年公開のアメリカ合衆国製作のミュージカル映画。
監督・脚本・製作を務めたデイモン・カーダシスの初の長編映画作品。出演はルカ・カイン、マーゴット・ビンガム、レジーナ・テイラー、マルケス・ロドリゲス、MJ・ロドリゲス、インディア・ムーアほか。本作のコンセプトは、ニューヨークのウエスト・ヴィレッジに実在する教会セント・ルーク・イン・ザ・フィールズのLGBTQ+支援プログラム「アート&アクセプタンス」を脚色したものである。
日本では2019年2月22日に公開された（PG-12指定）。